# Vir (Zadarska županija)
Vir je naselje i općina na istoimenom otoku smještenom u sjeverozapadnom dijelu Dalmacije. Nalazi se u Zadarskoj županiji, sjeverozapadno od grada Nina.

## Zemljopis
Općina Vir i istoimeni otok smješteni su na krajnjem sjeverozapadu Zadarske županije. Okružena je Virskim morem i Povljanskim kanalom te brojnim manjim zaljevima. S kopnom je povezana mostom. Od Zadra je udaljena 26 km, dok je najbliži grad Nin udaljen 15 km. 
Općinu Vir čini jedno naselje: Vir. Sa sjevera ga okružuje općina Povljana od koje je dijeli Povljanski kanal, na jugoistoku je općina Privlaka istoimenog središta s kojom je povezan mostom preko Privlačkog gaza lučnim mostom iz 1976. godine. Vir obuhvaća površinu od 22,38 km2, dužinu 10,12 km i najveću širinu 4,25 km. Obalna linija iznosi 31,43 km.

## Stanovništvo
Prema popisu iz 2011. godine Općina ima 3032 stanovnika, te je prosječna gustoća naseljenosti otoka/općine 71 stan/km2. Većinsko stanovništvo čine Hrvati (91,83 %).

### Etnički sastav
- Hrvati – 2755 (91,83 %)
- Bošnjaci – 69 (2,30 %)
- Srbi – 33 (1,10 %)
- Albanci – 15 (0,50 %)
- Ostali – 128 (4,27 %)

Osim samoga centra Vira, na otoku se nalaze zaseoci: Lozice, Torovi i Kozjak. Povijesno gledajući, Vir je bio naseljen od najstarijih vremena. Najnovija otkrića datiraju još od vremena kamenog doba. Stanovništvo se više puta izmjenjivalo, pa su tako najstarija nalazišta pronađena kod punte Rastavca. Vir je prema dostupnim dokazima bio naseljavan četiri puta. Prva dva puta su bila u pretpovijesnom razdoblju, dok je treće naseljavanje bilo u vrijeme dolaska Hrvata na ove prostore. Tadašnji Hrvati su najvjerojatnije naselili otok oko 1570. godine pod navalom Turaka. Četvrto naseljavanje započinje početkom 17. stoljeća kada Vir naseljavaju današnji stanovnici.

##### Tablični prikaz kretanja broja stanovnika na Viru[5]
| Godina | Broj stanovnika |
| ------ | --------------- |
| 1900.  | 604             |
| 1904.  | 660             |
| 1910.  | 661             |
| 1928.  | 906             |
| 1931.  | 854             |
| 1939.  | 1100            |
| 1948.  | 1072            |
| 1953.  | 1121            |
| 1961.  | 1069            |
| 1971.  | 959             |
| 1981.  | 866             |
| 1991.  | 860             |
| 2001.  | 1608.           |
| 2011.  | 3032            |

| broj stanovnika | 358   | 345   | 503   | 554   | 604   | 662   | 1000  | 854   | 1072  | 1120  | 1069  | 959   | 866   | 860   | 1608  | 3000  | 3045  |
|                 | 1857. | 1869. | 1880. | 1890. | 1900. | 1910. | 1921. | 1931. | 1948. | 1953. | 1961. | 1971. | 1981. | 1991. | 2001. | 2011. | 2021. |

| broj stanovnika | 358   | 345   | 503   | 554   | 604   | 662   | 1000  | 854   | 1072  | 1120  | 1069  | 959   | 866   | 860   | 1608  | 3000  | 3045  |
|                 | 1857. | 1869. | 1880. | 1890. | 1900. | 1910. | 1921. | 1931. | 1948. | 1953. | 1961. | 1971. | 1981. | 1991. | 2001. | 2011. | 2021. |

## Uprava
Glavnu izvršnu vlast u općini ima općinsko vijeće na čelu s načelnikom.
Lokalnu vlast do Drugog svjetskog rata na otoku Viru obnašali su Glavar sela tzv. Capo-Villa, Čauš (zadužen za raspodjelu posla) te Arambaša (pomoćnik čauša). Njihov zadatak je bio da organiziraju zajednički dio poslova koje je trebalo izvoditi na razini mjesta, odnosno cijelog otoka.
U tijeku Drugog svjetskog rata formiran je mjesni odbor na čijem čelu je bio Šime Vučetić Matin, Maštelićov iz Torova. Tajnik je bio Ive Peruza, Markovićev. Poslije rata ostao je djelovati Mjesni odbor pod direktivom Fronte, te kasnije kao dio Ninskog kotara, pod vodstvom Ive Peruze. Od 1965. godine do 1990. godine dužnosti predsjednika mjesnih zajednica obnašali su još Ive Bašić Mara, Joso Gržeta, Jure Radović Štrakin, Joso Radović Major, Krsto Peruza, Šamov, Marijan Radović, Jakovečin, Šime Budija Ban, Šime Buškulić, Moljin, Veseljko Orlić, Svetko Begonja, Miroslav Glavan, Rudi Kapović i Davor Kapović.
Vir je u svojoj povijesti prolazio kroz različite vrste teritorijalnih ustrojstava. Administrativno je najčešće bio vezan uz Nin. Prije osamostaljivanja Republike Hrvatske Vir je administrativno bio dio Općine Zadar i imao je status mjesne zajednice. Godine 1992. Davor Kapović, predsjednik Mjesne zajednice i Rudi Kapović, tajnik Mjesne zajednice Vir, pokreću inicijativu za stvaranjem Općine Vir i njezinim administrativnim odvajanjem od grada Nina, kako je bilo predloženo u prvom predlaganju Vlade RH i prvom Saborskom čitanju.
Imenovani podnose zahtjev prema Dr. Živku Kolegi, Zdenku Matešiću, u to vrijeme istaknutim političarima u Zadru i Josi Škari saborskim zastupnikom koji u suradnji s Antom Jurjevićem, virskim zetom, jednim od vodećih hrvatskih poduzetnika početkom 1990-ih, podnosi Saboru formalni zahtjev za osnivanje Općine Vir.
Donošenjem Zakona o područjima županija, gradova i općina u Republici Hrvatskoj, od 30. prosinca 1992. godine, određeno je i ustrojstvo Općine Vir koja obuhvaća cijeli otok Vir i otočić Školjić. Time je Vir prvi put u svojoj povijesti dobio status općine. Općina Vir je službeno utemeljena 1993. godine, a sjedište joj je u Viru.
Uspostavom Općine, Vir dobiva svoje prve načelnike:
- Rudi Kapović, 1993. – 1996.
- Miroslav Glavan, 1996. – 2001.
- Rudi Kapović, 2001. – 2003.
- Kristijan Kapović, 2003. – 2013.

## Povijest

### Pretpovijesno i rimsko doba
Na temelju arheoloških nalaza, prvi stanovnici otoka Vira su bili Liburni, ilirsko pleme, koje je naseljavalo ovo područje od 9. stoljeća prije nove ere. Iz toga razdoblja na Viru postoje tri lokaliteta iz željeznog doba koja su pripadala Liburnima. Gradina na brežuljku Sv. Juraj (Bandiri), Gradina u Gaju na sjevernom dijelu otoka te grobne gomile na potezu Gračić-Križice-Gajine. Iz toga vremena svjedoči i mnoštvo morskih arheoloških lokaliteta oko Vira. Najznačajniji i najstariji je pronađen kod otoka Mauna iz 3. – 4. stoljeća prije Krista s grčko-italskim amforama koje je slučajno, s morskog dna, podigao virski ribar. Drugi lokalitet je bio u Gazu gdje su otkriveni dijelovi antičke nekropole, dok je najnoviji lokalitet potopljenog antičkog borda nedavno otkriven u pješčanom mulju uvale Srpljica.
U vrijeme rimljana, Vir je bio povezan cestom s kopnom. Ta cesta (Via Communis) išla je od Vira preko Privlake do grada Nina (Aenone) tadašnjeg administrativnog središta. Ostaci tadašnje ceste su vidljivi kod rta Kulina na privlačkoj strani. Na predjelu Gaza, na privlačkoj strani pronađen je i manji kompleks rimske arhitekture, sačuvan u temeljima, koji se sastoji od lučice i gata te ostataka nekadašnje solane. Na samom Viru nisu pronađeni nikakvi ostaci rimskih naselja.

### Vir u srednjem vijeku
Vir na početku srednjeg vijeka postaje usko vezan za grad Nin u kojem je stolovao kralj Petar Krešimir IV. Na području otoka Vira, do 12. – 13. stoljeća izgrađene su crkve Sv. Nikole i crkvica Sv. Jurja, na mjestu sadašnje župne crkve Sv. Jurja u centru. U 13. i 14. stoljeću izgrađene su župna i grobljanska crkva Sv. Ivana, a u predtursko doba i crkvica Sv. Martina u Smratinama. Nakon dolaska Hrvata i razdoblja prve hrvatske države datira i prvi pisani podatak o otoku Viru.
Otok Vir se prvi puta spominje u darovnici kralja Petra Krešimira IV iz 1069. godine. Darovnica, poznatija pod nazivom "Mare nostrum Dalmatikum", pisanoj u Ninu, svjedoči o "darovanju otoka Mauna kojem se s istočne strane stere otok, koji se na hrvatskom jeziku zove Vir", benediktinskom samostanu Svetog Krševana u Zadru. Vir se tu ujedno i prvi put spominje kao otok, a ne poluotok kao u ranijim podacima. Od 1102. godine, na temelju "Pacta Convente" ovaj kraj pripada Hrvatsko-Ugraskom Kraljevstvu, te Nin čije je i Vir područje pripao je navedenoj dinastiji sve do vremena mletačke uprave. 
Venecija je imala velika nastojanja da zavlada obalom Jadrana, prvenstveno gradom Zadrom s kojim je gajila povijesno rivalstvo. Pri jednom od napada na Zadar, 1313. godine., condottiere Almacije de Limolis iz Katalonije u službi Venecije, izabrao je Vir za odmor tijekom napada. Na Vir se stacionirao s tisuću dobrih oružanika, tisuću pješaka s dugim kopljima i tisuću strijelaca te nakon osam dana krenuo s Vira na pohod u Zadar koji je i osvojio. Vir je tako bio osvojen od Venecije. 1329. godine, Nin kao i ostali dalmatinski gradovi stavljaju se pod protektorat Venecije.

#### Virska Kaštelina – venecijanska utvrda
Prva teorija o izgradnji Virske Kašteline, utvrde na području Kozjaka, temelji se na iskazima Lucijana Marčića, koji u svojoj knjizi kaže: "Na otoku ima nešto zemlje i paše, koju su obrađivali stanovnici Vira. Inače je bila vlasništvo Mletaka, i oni su na njemu 1347. godine podigli tvrđavu Kozjak".
Početkom 16. stoljeća, na ninskom području se javljaju Turci. U jednom od mnogobrojnih pohoda na ova područja, u strahu od pada Nina u ruke Turaka, lokalno stanovništvo odlučilo je porušiti Nin kako bi spriječili mogućnost osvajanja Nina i time stvaranja jakog uporišta Turcima za daljnja osvajanja. Nakon porušenja Nina, u Veneciji se 1502. godine raspravljalo o obnavljanju Nina odnosno izgradnje nove utvrde na Viru kao alternative. S obzirom na to da se Vir isticao kao vrlo važan punkt pri obrani od Turaka, u relacijama venecijanskih kapetana u Zadru tijekom 16. stoljeća, druga teorija o izgradnji Kaštelina datira iz tog vremena.
Posljednja teorija o izgradnji Virske Kašteline tvrdi kako se izgradnja obavljala za vrijeme vladanja venecijanskih generalnih providura za Dalmaciju: Francesca Molina 1623.g. i Antonia Pisania 1626.g. Tome svjedoče ugrađeni grbovi njihovih familija iznad ulaznih vrata i domaće obitelji Grisogono.
U svakom slučaju, nesporno je da je utvrda služila za obranu od uskoka i Turaka, te kao sklonište za lokalno stanovništvo. Virska Kaštelina je imala dvije kule, zidana je na tri etaže. Na sjevernoj kuli sa zapadne strane vidljiv je krilati mletački lav, simbol Venecije. U donjem dijelu nalazi se osam puškarnica, isklesanih od kamena. Iznad ulaznih vrata južne kule su ugrađena tri različita grba, isklesana u tvrdom kamenu. Grbovi su pripadali mletačkim familijama Molin, Michiel i Grisogono.

### Od 16. do 19. stoljeća
U vrijeme Turskih osvajanja, Vir je istican kao važno strateško središte za grad Nin i okolicu, međutim unatoč svojoj važnosti, pored neslaganja zadarskog vojnog zapovjednika, Kapetana Zadram pod čijom je glavnom komandom stajala i ninska posada, Vir se u 16. stoljeću daje u zakup. Generalni providur Grimani dodijelio je Vir kavaljeru Vidu Matasoviću koji se obvezao plaćati mletačkoj vladi osminu godišnjih prihoda, što je iznosilo oko 1500 lira godišnje. 
U to vrijeme, većina mjesta u zadarskom zaleđu je bila napuštena i raseljena, tako je primjerice i na Viru 1579. godine živjelo samo 36 osoba, dok je 1603. godine bilo 130 stanovnika. Tko su bili tadašnji stanovnici Vira još je nepoznato, jer se današnje stanovništvo počelo naseljavati od kraja 16. stoljeća (Budije koji su došli iz Privlake).
Dne 16. listopada 1634. godine mletački dužd dodjeljuje otok Vir obitelji Crnica, koji su se obvezali plaćati 200 dukata godišnje. Nekoliko godina poslije, Vuk Crnica otkupljuje otok. Obitelj Crnica je bila vojnička obitelj koja je za svoje zasluge u obrani ninskog područja dobila plemićkom titulom koja joj je dodijeljena od Venecije. Crnice su živjele na području Zadra i Vira gdje su imali i palaču na obali, gdje se nalazi današnja zgrada Općine Vir. Crnice su 1670. godine obnovile crkvu sv. Nikole na Viru, čiji su temelji 1975. godine prekriveni asfaltom. U to vrijeme postepeno započinje naseljavanje otoka današnjim stanovništvom, koje se prvenstveno bavilo stočarstvom i ratarstvom. Zanimljivo je da je obitelj Crnica zabranila izgradnju kuća u blizini mora te Vir nije poprimio karakterističnu formu ostalih naselja na otocima. Prema predaji, Virani su htjeli da se selo formira ispod brežuljka, kod današnjeg svjetionika, radi zaštite od bure, međutim tako nešto je zabranio Crnica.
Krajem 18. stoljeća prilike na Viru se postepeno stabiliziraju te se formiraju dva nova zaselka Lozice i Torovi. U Lozice se prvo seli obitelj Žepina, nakon kojih slijede i obitelji Buškulića, Radovića i Olića. S druge strane, u Torove se naseljavaju obitelji Kapovića, Vučetića i Bašića. Vir je u tom periodu još oduvijek bio u vlasništvu obitelji Crnica, međutim mali dijelovi zemlje, prvenstveno kuće i okućnice u prešle u vlasništvo ostalih obitelji. 
U drugoj polovici 19. stoljeća, Vir dolazi u posjed obitelji Bakmaz. Prema prvoj predaji, Bakmazovi su otkupili otok Vir od obitelji Crnica, dok prema drugoj predaji, Crnica je izgubio u igri karata od Bakmaza te je kao naknadu predao vlasništvo otoka Vira. Do 1880. godine u spisima se ispisivalo ime Bakmaz za vlasništvo nad otokom, dok je nakon toga vođeno ime Obradović. Očito je da je nakon smrti Bakmaza Vir naslijedila njegova kći Augusta Obradović i unuka Marija Obradović.

### Vir u 19. i 20. stoljeću

#### Otkup otoka
Na temeljima odluke austrijskih vlasti o ukidanju kmetstva, Virani 1903. godine preko svojih opunomoćenika Ante Vučetića i Mate Subotića započinju pregovore s potomcima obitelji Bakmaz o kupnji otoka za 89 obitelji koje su tada živjele na otoku. 5. kolovoza 1908. godine Augusta Obradović, rođena Bakmaz prodaje otok Viranima. Otok je prodan 89 obiteljima za cijenu od 12000 kruna za 1/89 dijela. Iako je ugovor sačinjen 13. kolovoza 1908. godine, vidljivo je da je prva uplata bila 1903. godine, a otkup je završen 1914. godine. U čast tom događaju, na otoku Viru se svake godine na 13. kolovoza slavi tradicionalna "Virska noć" najvažnija kulturno-zabavna manifestacija za vrijeme turističke sezone. 13. kolovoza 2013. godine svečano je postavljena i spomen-ploča u čast tom događaju na kojoj stoji: "13. kolovoza 1908. godine virske obitelji, njih 89, otkupiše otok Vir od veleposjednika. Ostvarivši taj stoljetni san, ovaj otok posta njihov, te oni, dotadašnji koloni, postaviše temelj virske samouprave. Otok otkupiše ove obitelji: Babajko, Bašić, Begonja, Budija, Buškulić, Čepić, Ćepulo, Dabičić, Grlić, Gržeta, Kapović, Kera, Lavić, Liverić, Matešić, Olić, Orlić, Peruza, Radović, Rukavina, Subotić, Vučetić, Žepina. U čast tom događaju i u znak zahvalnosti našim precima, ovu ploču postavi Općina Vir".

## Gospodarstvo
Glavna je djelatnost na otoku turizam. Lokalno stanovništvo bavi se stočarstvom, poljodjelstvom i ribarstvom.

## Poznate osobe
- Josip Gržeta

## Spomenici i znamenitosti
- crkva sv. Ivana Krstitelja (13./14. stoljeće),
- župna crkva Sv. Jurja (1845. godine),
- crkvica Sv. Jurja na Bandiri (12./13. stoljeće),
- virske kapelice,
- mletačka utvrda Kaštelina.

## Obrazovanje
Vir je osnovnu školu dobio krajem 19. stoljeća. U školsku godinu 1926./1927. bilo je upisano 129 učenika. Od školske godine 1945./1946. pa na dalje na Viru se izvodi nastava u dvije škole – u centru i zaseoku Lozice. Te godine je u seoskoj školi bilo upisano 129 učenika, a u školi u Lozicama 57 učenika. Do 1975. godine na Viru je djelovala osmogodišnja škola, a od 1975. g. ukida se osmogodišnja škola te postaje četverogodišnja, a učenici od 5 do 8 razreda pohađaju Osnovnu školu Privlaka. Prvi dječji vrtić osnovan je 1994. godine od strane Općine Vir.

## Kultura
Kulturno umjetničko društvo Sv. Ivan Vir započelo je s radom 1998. godine te ga čine tri sekcije: crkveni zbor, sekcija za maškare i folklorna sekcija. U folklornom dijelu programa igraju se stara virska kola i njeguje narodno pjevanje.

## Šport
Prvi nogometni klub "Mornar" osnovan je 1950-ih godina 20. stoljeća. Godine 1974. bio je formiran i košarkaški klub "Vir". Godine 1989. osnovan je boćarski klub "Vir" koji djeluje u prvoj županijskoj ligi. Na staroj tradiciji "Mornara", 1995. godine osnovan je nogometni klub "Vir" koji nastupa u županijskoj ligi. 2006. osnovan je veteranski nogometni klub Sv. Ivan koji se natječe u ligi veterana Zadarske županije.

## Galerija
- Kuća na Viru
- Sjeverna obala Vira (u pozadini je otok Pag)
- Sjeverna obala Vira
- Uvala
- Svjetionik

## Vanjske poveznice
- Službene stranice Općine Vir  Arhivirana inačica izvorne stranice od 12. kolovoza 2014. (Wayback Machine)
- Prvi portal otoka Vira

|  | Portal Hrvatske – Pristup člancima s tematikom o Hrvatskoj. |